# Primera República tunecina
La Primera República tunecina, también llamado Desturianismo o Burguibismo (para el período de Burguiba de 1957 a 1987) y Benalismo (para el período de Ben Ali de 1987 a 2011), fue el régimen político instaurado en Túnez tras la abolición de la monarquía tunecina el 25 de julio de 1957, que se confirmó con la constitución republicana de 1959, permaneciendo durante treinta años en la presidencia Habib Burguiba, y que prosiguió incluso veintitrés años después de su salida del poder hasta el derrocamiento del dictador Zine El Abidine Ben Ali el 14 de enero de 2011. Si bien las dictaduras de Burguiba y Ben Ali tuvieron políticas sociales y económicas completamente distintas, el término "Primera República" se utiliza para englobar el período del imperio de la constitución de 1959, que permitía un gobierno profundamente presidencialista, autocrático, y prácticamente unipartidista, y que dejó de regir el país de facto con la elección de la Asamblea Constituyente en octubre de 2011 y la democratización de Túnez bajo la nueva constitución promulgada en 2014.
Tanto durante el período de gobierno de Burguiba como el de Ben Ali, se cometieron numerosas violaciones a los derechos humanos en forma sistemática. Tan solo del gobierno de Ben Ali existen, en la actualidad, más de 62.000 denuncias de abusos, robos y torturas. Burguiba llevó a cabo un régimen de corte socialista, bajo la bandera del Partido Socialista Desturiano, que traería como ventajas la disminución casi completa del fundamentalismo islámico (aunque esto se lograra mediante una represión constante) y un crecimiento de los derechos de las mujeres sin precedentes en el mundo árabe. Su gobierno, cada vez más irracional y totalitario conforme la salud del dictador se deterioraba, sería depuesto institucionalmente el 7 de noviembre de 1987 por el Primer ministro de Burguiba, Ben Ali, quien reemplazaría el PSD por un nuevo partido, la Agrupación Constitucional Democrática y que establecería una dictadura corporativista, generalmente aliando a su país con Francia y los Estados Unidos. La corrupción en el gobierno de Ben Ali más el fin de los subsidios estatales que Burguiba otorgaba provocaron un empobrecimiento progresivo de la población.
En 2008, en el marco de la Gran Recesión, el país entró en una crisis económica severa que, sumado a la represión política y a la autoinmolación del joven Mohamed Bouazizi en la ciudad de Sidi Bouzid tras sufrir un caso de brutalidad policial, el 17 de diciembre de 2010, provocaron grandes protestas en todo el país. El 14 de enero de 2011, en un precedente decisivo para el mundo árabe, las protestas finalmente forzaron la dimisión de Ben Ali y su huida del país. Su primer ministro, Mohamed Ghannouchi, fue retirado del cargo presidencial por la corte constitucional, que mediante una serie de decretos mantuvo al Presidente de la Cámara de Diputados Fouad Mebazaa en la presidencia. El 23 de octubre de 2011, se celebraron las primeras elecciones libres en la historia republicana del país, y una Asamblea Constituyente asumió las funciones legislativas, poniendo fin, de facto, a la Primera República.

## Antecedentes
La monarquía beylical tunecina, bajo la figura de un Bey, en este caso, Muhammad VIII al-Amin (o Lamine Bey), databa desde el comienzo de la dominación otomana de Túnez, por lo que Francia, como potencia colonizadora, concibió independizar el país como una monarquía parlamentaria. El predecesor de Lamine Bey, Muhammad VII al-Munsif, (o Moncef Bey) había sido una figura nacionalista que abogaba por la liberación de Túnez. Sin embargo, Lamine Bey era visto como pro-francés y se creía que respondería a la antigua potencia administradora. El Reino de Túnez se convirtió en un estado independiente el 20 de marzo de 1956. Unas elecciones generales se realizaron el 25 de marzo, venciendo el partido Neo-Destour, liderado por Habib Burguiba, con una victoria aplastante que le permitió obtener todos los escaños de la Asamblea Constituyente. Burguiba fue nombrado primer ministro. Aunque inicialmente gobernó de acuerdo con el Bey, finalmente organizó un progresivo desangramiento del régimen monárquico, hasta finalmente abolir la monarquía el 25 de julio de 1957, declarando la República tunecina, y asumiendo la jefatura de estado. La constituyente electa en 1956 mantuvo los poderes legislativos hasta el 1 de junio de 1959, cuando se promulgó la constitución republicana.

## Historia

### Era de Burguiba: 1957-1987

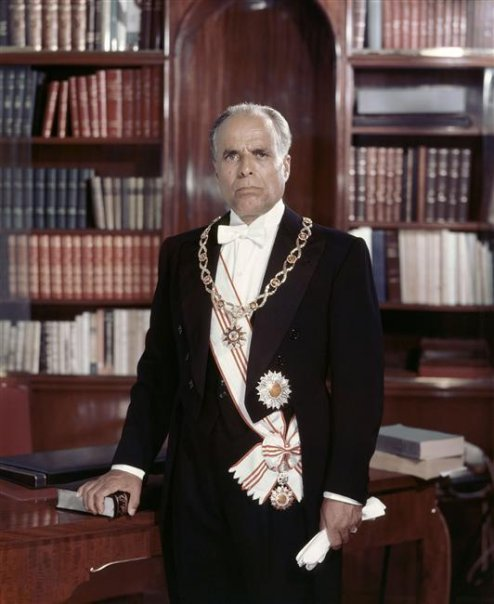
Fotografía oficial de Habib Burguiba como Presidente de Túnez, 1960.

Al momento de la declaración de la república, solo había dos fuerzas políticas en el país, la Unión Nacional, una coalición encabezada por Neo-Destour, y el débil Partido Comunista Tunecino. Sin embargo, el país era de facto un estado de partido único y una autocracia en manos de Burguiba. Al asumir el cargo presidencial (provisoriamente en 1957 y luego electo sin oposición en 1959), Burguiba estableció un régimen estructurado y estatista. Entre sus logros destacan la mejoría de los derechos de las mujeres y el crecimiento económico. Sin embargo, lo que puede llamarse una inclinación a métodos arbitrarios cuando se tomaban decisiones de gobierno, sumado a una especie de culto a la personalidad, restó mérito a la perspicacia de Burguiba y sus logros importantes.
El burguibismo era totalmente antimilitarista, bajo el argumento de que Túnez nunca podría ser una potencia militar creíble y que el peligro que presentaba la idea de que los militares se involucraran e la política era superior a cualquier aspiración de poderío armamentístico, además de la innecesidad de llevar a cabo gastos excesivos para estado. En nombre del desarrollo económico, Bourguiba nacionalizó varias propiedades de tierra religiosa y desmanteló varias instituciones religiosas. Aunque sin duda era laico, Burguiba nunca fue antirreligioso. En julio de 1961, cuando Túnez impuso un bloqueo en la base naval francesa en Bizerta, que había sido parte del protectorado tunecino y permanecía bajo control francés, con la esperanza de forzar su evacuación, la crisis culminó en una batalla de tres días entre las fuerzas de Francia y Túnez, que dejaron unos 630 tunecinos y 24 franceses muertos y finalmente llevó a Francia a ceder la ciudad y la base naval a Túnez en 1963.
Un serio rival de Burguiba era Salah Ben Youssef. Exiliado en El Cairo durante la década de 1950, había absorbido el nacionalismo panárabe asociado con el líder egipcio Gamal Abdel Nasser. Sin embargo, como resultado de su fuerte oposición a la dirección de Neo-Destur durante sus negociaciones con Francia para la autonomía antes de la independencia, Ben Youssef fue removido de su cargo como secretario general y expulsado del partido. No obstante, recuperó a algunos miembros descontentos de sindicatos, estudiantes y otros, lo suficiente como para poner a 20.000 youssefistas en la calle durante el próximo congreso del partido Neo-Destour. Finalmente salió de Túnez a El Cairo. En 1963, cualquier tolerancia a la oposición finalizó y Neo-Destour, reformado como Partido Socialista Desturiano, fue declarado partido único del país.
Incluso antes de que el país se convirtiera en un estado de partido único, la constitución de 1959 ya daba a la presidencia plenos poderes casi dictatoriales, y su proceso elección, requiriendo el apoyo de treinta figuras políticas para poder presentarse como candidato, garantizaba que Burguiba fuera el único presidenciable del país. La democracia política en el sentido occidental era más o menos inexistente. Las libertades civiles estaban sujetos a "los límites prescritos por la ley," por la constitución. Se esperaba que los medios practicaran la autocensura, y los opositores fueron encarcelados con frecuencia. Burguiba se convirtió en el centro de un culto a la personalidad en el que fue alabado como el "Primer Combatiente" de la nación. Bajo estas circunstancias, Burguiba fue reelegido sin oposición en 1964, 1969 y 1974.
El cambio de nombre de Neo-Destour a Partido Socialista Desturiano fue un gran vuelco en la política tunecina, ya que el socialismo no estaba inicialmente en el programa del partido, pero el gobierno siempre había mantenido y puesto en práctica políticas de redistribución. Durante el período unipartidista formal (1963-1981) el estado mantuvo un control absoluto sobre la economía, aunque para mediados de la década de 1970 gran parte de la producción privada se había recuperado. El 18 de marzo de 1975, luego de haber sido reelegido sin oposición nuevamente, el parlamento declaró a Burguiba presidente vitalicio. En 1978, una huelga general fue reprimida por el gobierno con sus fuerzas matando a docenas de personas, y los líderes sindicales fueron encarcelados.
A principios de 1981, ante las presiones dentro del propio régimen, se retornó a un multipartidismo nominal, legalizándose organizaciones políticas "registradas" por el gobierno. Sin embargo, el gobierno siguió manteniendo una estructura unipartidista, y el fraude electoral impidió cualquier acceso de la oposición al parlamento, provocando que esta boicoteara las siguientes elecciones. Por otro lado, la salud de Burguiba ya empezaba a deteriorarse, y tenía que enfrentarse al final de la Guerra Fría y al colapso de los gobiernos socialistas en todo el mundo, que en Oriente Medio tenía aparejado el resurgimiento del terrorismo islámico. Burguiba dirigió una encarnizada lucha contra el movimiento islamista Ennahda, que bajo el liderazgo de Rachid Ghanuchi, pretendía derrocar al gobierno. Mientras Burguiba combatía a los líderes islamistas, la economía se deterioraba más y más. Entre 1983 y 1984, el Fondo Monetario Internacional forzó al gobierno tunecino a subir el precio del pan, provocando una hambruna general que desató revueltas en todo el país, conocidas como las "Revueltas del Pan de Túnez". El militar Zine El Abidine Ben Ali se encargó de reprimir las protestas, empezando a escalar posiciones en el gobierno a partir de entonces. El 2 de octubre de 1987, un Burguiba cada vez más senil nombró a Ben Ali Primer ministro.
En los primeros días de noviembre, Burguiba ordenó que se volviera a enjuiciar a quince supuestos islamistas, y exigió que doce de ellos debían ser "colgados" la siguiente semana. En la noche del 6 de noviembre de 1987, un grupo de siete médicos bajo órdenes de Ben Ali firmaron un documento reconociendo que el presidente Burguiba ya no tenía un buen estado de salud mental requerido para gobernar. El periodista político Mezri Haddad resumió el informe de esta forma: "Bourguiba, oficialmente de 84 años de edad, se durmió mientras recibía a un visitante extranjero. Influido en los que codiciaban la presidencia, al día siguiente despidió a un ministro tan sólo un día después de haberlo nombrado. Estuvo de acuerdo en hacer cambios en el gabinete de su primer ministro sólo para retractarse de su acuerdo unas pocas horas más tarde. Lo peor de todo, insistió en el vuelco de un veredicto de la corte sobre Rachid Ghanuchi, a quien veía como un extremista ( "Quiero cincuenta cabezas... Quiero treinta cabezas... Quiero la cabeza de Ghanuchi")
Ben Ali justificó su accionar recurriendo al artículo 57 de la constitución, y asumió de ese modo la Presidencia de la República. Al día siguiente, se dirigió a la nación en Radio Túnez. Rindió homenaje a los enormes sacrificios que su predecesor había hecho, con el apoyo de los hombres valientes, en su servicio a la liberación y el desarrollo de Túnez. Al mismo tiempo, Ben Ali tuvo la oportunidad de hacer una declaración: "En los tiempos en que vivimos ya aguantamos suficiente, ya sea con presidencias de por vida o con la sucesión automática para el jefe de Estado, de un sistema a partir del cual las personas son excluidas. Nuestro pueblo merece una política moderna, basada en un sistema genuinamente multipartidista que incorpora una pluralidad de organizaciones de masas". La justificación adicional que fue posteriormente dada era que los movimientos fundamentalistas estaban preparando su propio golpe, y habían preparado una lista de objetivos a asesinar en relación con sus planes.

### Era de Ben Ali: 1987-2011

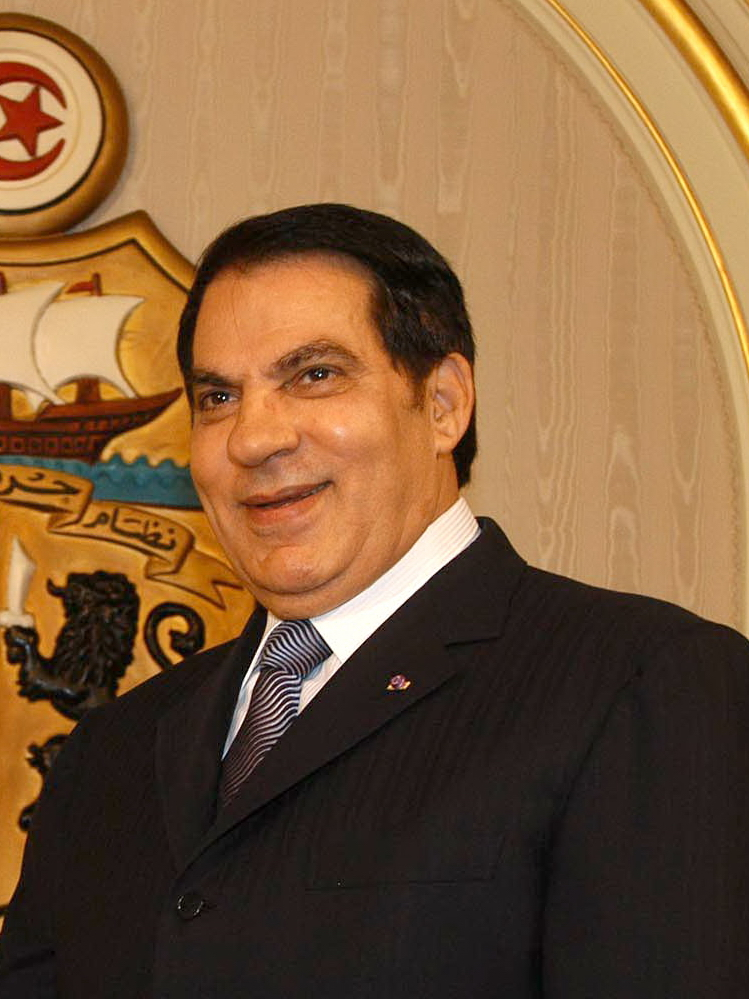
Zine El Abidine Ben Ali, segundo dictador de Túnez.

Inicialmente, Ben Ali enmascaró la nueva dictadura maquillándola como una reforma liberalizadora. Se desmanteló el culto a la personalidad de Burguiba, se liberó a varios líderes islamistas y se estableció un límite de dos mandatos para la presidencia, que a la larga tampoco respetaría. Pocos meses después del golpe de Estado, el 27 de febrero de 1988, Ben Ali disolvió al Partido Socialista Desturiano y lo reemplazó por su propio partido, la Agrupación Constitucional Democrática, RCD por sus siglas, que ejercería la misma función de partido único durante las siguientes dos décadas. En 1989, Ben Ali convocó a elecciones legislativas, mientras que él fue elegido para un mandato presidencial completo sin oposición, al no obtener otro candidato el suficiente apoyo político requerido para obtener la candidatura.
Las elecciones legislativas dieron una victoria absoluta a la RCD que obtuvo todos los escaños. La oposición denunció fraude y, en respuesta, Ben Ali encarceló a cerca de 8.000 activistas. Los candidatos necesitaban un mínimo de aprobación de treinta figuras políticas importantes. Dada la dominación absoluta del RCD en la escena política, la oposición descubrió que no podían firmarse sus documentos de nominación. Los años siguientes a la elección de Ben Ali vieron el regreso de las mismas restricciones de la era de Burguiba. Durante mucho tiempo se había esperado que la prensa practicara la autocensura, pero en esta ocasión se convirtió en censura oficial. Las enmiendas a la Ley de Prensa permitieron que el Ministerio del Interior revisara los artículos de todos los periódicos y revistas antes de su publicación. En 1992, el hermano mayor del presidente, Habib Ben Ali, fue juzgado In Absentia en Francia por blanqueo del producto de tráfico de drogas, en un caso conocido como "Conexión Cuscús". Las noticias francesas fueron bloqueadas por el gobierno tunecino durante el juicio.
En las elecciones de 1994, los partidos opositores lograron un 2,25% y ganaron 19 de los 163 escaños en el Parlamento, logrando finalmente entrar en la cámara. Sin embargo, Ben Ali no tuvo oposición en las presidenciales debido a que era el único candidato con el apoyo suficiente. La participación en las elecciones fue del 95%, y Ben Ali obtuvo el 99,91% de los votos. Para 1999, Ben Ali se convirtió en el primer Presidente de Túnez en tener que enfrentarse a un oponente en las elecciones, después de la derogación del requisito de las treinta figuras políticas unos meses atrás. Sin embargo, ganó un tercer mandato (lo cual ya era inconstitucional, debido a las limitación de dos mandatos que él mismo había impuesto), con un inverosímil 99,45% de los votos. La oposición denunció fraude masivo.
En 2002 se celebró un controvertido referéndum constitucional, que autorizaba al Presidente a reelegirse perpetuamente, modificando el límite de edad a setenta y cinco años, y estableció un parlamento de dos cámaras, creando la Cámara de Asesores. Estos cambios con el claro objetivo de mantener a Ben Ali en el cargo. De nuevo enfrentándose a las elecciones presidenciales de 2004, Ben Ali volvió a ganar con un 94% de los votos. El régimen de Ben Ali en Túnez fue acusado de masivas violaciones a los derechos humanos, como la libertad de prensa, destacado por el trato dado al periodista Taoufik Ben Brik, quien fue acosado y encarcelado por sus críticas a Ben Ali. A principios del siglo XXI, el gobierno de Túnez era considerado como uno de los más represivos del mundo.
Durante la larga dictadura de Ben Ali, Túnez mantuvo una política exterior moderada que promovía la solución pacífica de los conflictos. Túnez tomó como enfoque contribuir al establecimiento de la paz definitiva en Oriente Medio y África en general, siendo sede del primer diálogo entre Estados Unidos y la Autoridad Nacional Palestina, apoyando especialmente la causa Palestina. Como anfitrión de la Organización para la Liberación de Palestina, entre 1982 y 1993, el gobierno de Ben Ali trató de moderar los puntos de vista de dicha organización. Túnez, desde 1990, pidió un esfuerzo internacional "concertado" para acabar con el terrorismo. También fue un socio clave de los Estados Unidos a la hora de combatir el terrorismo islámico a través de la Iniciativa Transahariana de Lucha contra el Terrorismo.
Ben Ali retuvo la mayoría de las políticas prooccidentales de su predecesor, a pesar de que mejoró sus lazos con el mundo árabe-musulmán. Tomó varias iniciativas para promover el diálogo, la solidaridad, y la cooperación entre las naciones. Ben Ali inició la creación del Fondo Mundial de Solidaridad de las Naciones Unidas para erradicar la pobreza y promover el desarrollo social basado en la experiencia exitosa del Fondo de Solidaridad de Túnez. También desempeñó un papel importante cuando las Naciones Unidas proclamaron el año 2010 como "el Año de la Juventud".
El régimen de Ben Ali también fomentó la organización de la Unión del Magreb Árabe, que incluía tanto a Túnez como a Argelia, Marruecos, Mauritania y Libia. Esta última por ese entonces era la Gran Yamahiriya Árabe Libia Popular Socialista, bajo el liderazgo de Muamar el Gadafi, que sería derrocado también en 2011 en el marco de la Primavera Árabe. Ben Ali normalizó las relaciones con la dictadura de Gadafi, muy tensas durante la administración anterior, al llegar al poder.
Debido a la reticencia de Ben Ali y su gobierno a salir del poder y establecer una verdadera democracia en Túnez, junto a su tolerancia a dictaduras vecinas y en el resto de África, hubo una gran repercusión de ello en sus relaciones internacionales. Su gobierno era considerado autoritario y antidemocrático por grupos internacionales independientes de derechos humanos, tales como Amnistía Internacional, Freedom House y Protección Internacional. Se criticó a las autoridades tunecinas por no respetar las normas internacionales de derechos políticos e interferir en el trabajo local de las organizaciones humanistas dentro del país. El índice de democracia de The Economist de 2010 calificó a Túnez como "régimen autoritario" con el puesto 144.º de 167 países encuestados. Previamente, en 2008, había cargado con el puesto 143.º de 173.º.

### Revolución Tunecina

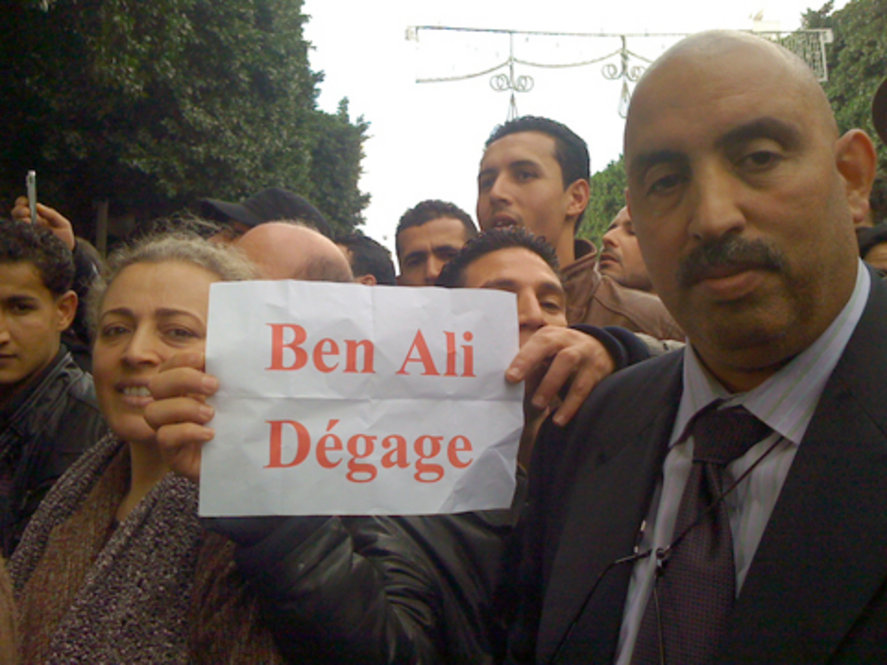
Un manifestante sostiene un cartel que dice "Ben Ali, piérdete", durante las protestas de enero de 2011.

Ben Ali fue reelecto por última vez, para un quinto mandato, el 25 de octubre de 2009, con un 89,62% de los votos. La Unión Africana envió un grupo de observadores para cubrir las elecciones. La delegación, encabezada por Benjamin Bounkoulou, describieron las elecciones como "libres y justas". Sin embargo, un portavoz del Departamento de Estado de los Estados Unidos indicó que el gobierno tunecino no había autorizado observadores internacionales para cubrir las elecciones, aunque aclaró que los Estados Unidos todavía estaban comprometidos a mantener relaciones con el régimen de Ben Ali. Durante las elecciones se registraron maltratos contra un candidato de la oposición. El quinto y último mandato de Ben Ali se caracterizó por el aumento del paro, cercano al 15%, una fuerte corrupción como en los anteriores, y un empeoramiento poco habitual de la situación económica.
El 17 de diciembre de 2010, el joven Mohamed Bouazizi, originario de Sidi Bouzid, se inmoló quemándose a lo bonzo en protesta por el trato recibido por parte de las autoridades policiales del país, que le confiscaron su puesto de frutas y lo humillaron posteriormente. El acto de Bouazizi desató una serie de protestas en la ciudad que rápidamente se difundieron por todo el país. Los manifestantes, que inicialmente exigían un mejor trato por parte de la policía, acabaron reclamando reformas políticas y exigieron la renuncia de Ben Ali. Los jóvenes, muy presentes en las protestas, gritaban consignas contra el gobierno, lanzaban cócteles molotov y se enfrentaban a pedradas con la policía. Los sitios que más daño recibieron por parte de manifestantes durante las protestas fueron las sucursales bancarias, las sedes de organismos oficiales, y las comisarías. Inicialmente, el 28 de diciembre, Ben Ali criticó las protestas en su contra, y alegó que se trataba de extremistas islámicos, y culpó a los medios occidentales por pasar información difamatoria y falsa y haber provocado la desobediencia civil. Sus alegatos no fueron escuchados y las protestas continuaron. Para el miércoles 12 de enero, con Ben Ali todavía en el poder, las autoridades habían reconocido veintiún muertes y cientos de detenciones. No obstante, la Federación Internacional por los Derechos Humanos (FIDH) aseguraba que tenía identificados a sesenta y seis muertos a causa de los disturbios. La policía reprimió las manifestaciones con dureza, lo cual solo recrudeció las protestas.
A mediados de enero de 2011, la situación del país, sumado al aislamiento internacional por parte de los países que simpatizaban con los manifestantes, dejaban como único destino viable la debacle de la dictadura. Las promesas de Ben Ali de que ese sería su último mandato (destinado a finalizar en 2014) fueron en vano. El 14 de enero, Ben Ali decretó el estado de sitio, pero las protestas no se calmaron. El ejército informó al dictador ese mismo día que no dispararían un solo tiro contra los manifestantes y que ya no lo apoyaban, por lo que Ben Ali presentó su dimisión y huyó del país rumbo Yeda, Arabia Saudita con su familia ese mismo día. El avión presidencial inicialmente se dirigió a Francia, pero el gobierno francés se negó a recibir al dictador depuesto. Otros familiares y socios de la familia Ben Ali intentaron huir de Túnez a través del Aeropuerto Internacional de Túnez-Cartago, pero fueron detenidos por las autoridades.

### Disolución institucional del régimen
Inmediatamente derrocado Ben Ali, en calidad de Primer ministro, Mohamed Ghannouchi fue nombrado Presidente interino en virtud del artículo 57 de la Constitución de 1959, que establecía que el Primer ministro se haría cargo de la jefatura de estado mientras el presidente de la República estuviera "temporalmente indispuesto". Esto hizo que las protestas continuaran debido a que esto representaba un probable retorno de Ben Ali. Al día siguiente, el 15 de enero, el Tribunal Constitucional destituyó a Ghannouchi, argumentando que Ben Ali había dimitido y que, por lo tanto, había dejado la presidencia vacante permanentemente y no de forma temporal. En su lugar, Fouad Mebazaa, Presidente de la Cámara de Diputados, fue juramentado Presidente interino, con el objetivo de que se realizaran nuevas elecciones presidenciales dentro de sesenta días, como lo requería la constitución. Sin embargo, Mebazaa organizó una rápida transición hacia una nueva constitución y un nuevo régimen. En primer lugar declaró el estado de emergencia, lo que le dio la potestad de actuar por encima del parlamento dominado por la Agrupación Constitucional Democrática. Al amparo de dicho decreto, Mebazaa utilizó sus amplios poderes para ratificar los principales tratados de derechos humanos, que incluyen la Convención Internacional para la protección de todas las Personas contra las Desapariciones Forzadas, el Estatuto de Roma de la Corte Penal Internacional, la Convención contra la tortura y otros tratos o penas crueles, inhumanas o degradantes, y el primer y segundo Protocolo Facultativo del Pacto Internacional de Derechos Civiles y Políticos, lo que significaría la abolición de la pena de muerte.
Inicialmente, Mebazaa permitió la permanencia de Ghannouchi en el cargo para asegurar una transición pacífica. El 27 de febrero, tras fuertes protestas que dejaron clara la extremadamente baja popularidad del funcionario, Ghannouchi renunció, siendo reemplazado por Béji Caïd Essebsi. En marzo, un decreto retiró al gobierno de Mebazaa la definición de "interino" y le dio carácter de "provisional", lo que le permitiría permanecer en el poder más de lo constitucionalmente permitido. El 9 de marzo, el Tribunal Constitucional ordenó la disolución formal de la Agrupación Constitucional Democrática. Para entonces, la mayoría de los políticos que seguían en el gobierno se habían declarado independientes, incluyendo Mebazaa. Desde entonces, el movimiento desturiano se ha desorganizado y dividido en partidos políticos menores, algunos abogan por un regreso del antiguo régimen, y otros, como Nidaa Tounes, que gobernaría el país posteriormente y llevaría a Béji Caïd Essebsi a la presidencia, rescatan los aspectos positivos de la ideología pero defienden la democracia en Túnez al mismo tiempo.
El 23 de octubre, después de una serie de retrasos, se celebraron elecciones libres para una Asamblea Constituyente que reemplazara la Constitución de 1959.  Entre el 13 y 24 de diciembre, Mebazaa y Essebsi fueron suplantados por sucesores designados por la Asamblea democráticamente electa. Moncef Marzouki fue elegido Presidente de la República hasta que se celebraran elecciones presidenciales bajo una nueva constitución, mientras que Essebsi entregó el cargo de Primer ministro a Hamadi Jebali, del partido Ennahda (vencedor en las elecciones), que fue juramentado como Jefe de Gobierno de Túnez, poniendo fin de manera definitiva al imperio de la constitución de 1959 y allanando el camino para la transición democrática.

## Economía
Como presidente, Ben Ali instituyó reformas económicas que aumentaron la tasa de crecimiento de Túnez y la inversión extranjera. Durante su larga administración, el PIB per cápita de Túnez aumentó de $1.201 en 1986 a $3.786 en 2008. A pesar de que el crecimiento se redujo en 2002 debido a la sequía y la caída del turismo, comenzó a crecer un 5% alrededor de 2003. Un informe publicado en julio de 2010 por el Boston Consulting Group listó a Túnez como uno de los "leones" de África y le adjudicó a ocho de estos países el 70% del PIB del continente. Los constantes aumentos de crecimiento del PIB continuaron a través de relaciones comerciales positivas con la Unión Europea, una industria turística revitalizada y una producción agrícola sostenida. Sin embargo, las expectativas se redujeron con el aumento de la privatización, la inversión extranjera y el déficit comercial, sin mencionar la corrupción gubernamental y la ineficiencia generalizada de las autoridades.
Pese a todo esto, el Informe de Competitividad Global situó a Túnez como el primero de África y el trigésimo segundo a nivel mundial de 139 países encuestados entre 2010 y 2011. Decayó al puesto cuarenta en 2011 debido a la crisis política, y no fue encuestado en 2013. Dejando de lado la prosperidad exterior, Túnez presentó una alta tasa de desempleo entre la población juvenil durante la mayor parte de la dictadura de Ben Ali, y las pequeñas y medianas empresas decayeron, empobreciendo principalmente a la población rural. Tanto esto como el bloqueo de la libertad de expresión fueron detonantes del descontento popular que provocaría el fin del régimen en 2011.